# Olympische Sommerspiele 1972/Moderner Fünfkampf
Bei den XX. Olympischen Sommerspielen 1972 in München fanden zwei Wettbewerbe im Modernen Fünfkampf statt. An diesen nahmen 59 Athleten aus 20 Ländern teil.

## Bilanz

### Medaillenspiegel
| Platz  | Land        | Gold | Silber | Bronze | Gesamt |
| ------ | ----------- | ---- | ------ | ------ | ------ |
| 1      | Sowjetunion | 1    | 1      | 1      | 3      |
| 2      | Ungarn      | 1    | 1      | –      | 2      |
| 3      | Finnland    | –    | –      | 1      | 1      |
| Gesamt | Gesamt      | 2    | 2      | 2      | 6      |

### Medaillengewinner
| Disziplin  | Gold                                                             | Silber                                         | Bronze                                            |
| ---------- | ---------------------------------------------------------------- | ---------------------------------------------- | ------------------------------------------------- |
| Einzel     | András Balczó (HUN)                                              | Borys Onyschtschenko (URS)                     | Pawel Lednjow (URS)                               |
| Mannschaft | SowjetunionPawel Lednjow Borys Onyschtschenko Wladimir Schmeljow | UngarnPál Bakó András Balczó Zsigmond Villányi | FinnlandRisto Hurme Martti Ketelä Veikko Salminen |

## Zeitplan
| Datum      | Sportart                | Wettkampfstätte                  |
| ---------- | ----------------------- | -------------------------------- |
| 27. August | Geländeritt             | Reitstadion Riem                 |
| 28. August | Degenfechten            | Fechthalle II, Messegelände      |
| 29. August | Pistolenschießen        | Schießanlage Hochbrück, Garching |
| 30. August | 300 m Freistilschwimmen | Olympia-Schwimmhalle             |
| 31. August | 4000 m Crosslauf        | Olympiapark                      |

## Ergebnisse

### Einzel
| Platz | Land | Sportler             | Geländeritt | Degenfechten | Pistolenschießen | 300 m Freistilschwimmen | 4000 m Crosslauf | Gesamt |
| ----- | ---- | -------------------- | ----------- | ------------ | ---------------- | ----------------------- | ---------------- | ------ |
| 1     | HUN  | András Balczó        | 1060        | 1057         | 0956             | 1060                    | 1279             | 5.412  |
| 2     | URS  | Borys Onyschtschenko | 0945        | 1076         | 1066             | 1128                    | 1120             | 5.335  |
| 3     | URS  | Pawel Lednjow        | 1060        | 1019         | 1022             | 1092                    | 1135             | 5.328  |
| 4     | GBR  | Jeremy Fox           | 1100        | 1019         | 0868             | 1024                    | 1300             | 5.311  |
| 5     | URS  | Wladimir Schmeljow   | 0920        | 0962         | 1022             | 1176                    | 1222             | 5.302  |
| 6     | SWE  | Björn Ferm           | 1100        | 0943         | 0978             | 1112                    | 1150             | 5.283  |
| 7     | FRG  | Heiner Thade         | 1065        | 0962         | 0956             | 1012                    | 1150             | 5.145  |
| 8     | FIN  | Risto Hurme          | 0950        | 0981         | 1044             | 1068                    | 1051             | 5.094  |
| 9     | USA  | Charles Richards     | 1060        | 0753         | 0956             | 1260                    | 1045             | 5.074  |
| 10    | FRA  | Michel Gueguen       | 1100        | 0848         | 0846             | 1152                    | 1126             | 5.072  |
|       |      |                      |             |              |                  |                         |                  |        |
| 18    | AUT  | Wolfgang Leu         | 1085        | 0848         | 0934             | 1012                    | 0973             | 4.852  |
| 20    | FRG  | Walter Esser         | 1000        | 0829         | 0824             | 1080                    | 1093             | 4.826  |
| 27    | FRG  | Hole Rößler          | 0945        | 0696         | 0846             | 1140                    | 1051             | 4.678  |
| 28    | SUI  | Urs Hügi             | 1075        | 0962         | 0846             | 0952                    | 0826             | 4.661  |
| 35    | AUT  | Peter Zobl-Wessely   | 0880        | 0791         | 0846             | 0908                    | 1120             | 4.545  |
| 44    | AUT  | Bruno Jerebicnik     | 0835        | 0848         | 0824             | 0908                    | 1000             | 4.415  |
| 45    | SUI  | Hans Müller          | 0965        | 0696         | 0846             | 0948                    | 0937             | 4.392  |
| 51    | SUI  | Beat Ganz            | 1030        | 0639         | 0670             | 0888                    | 1096             | 4.323  |

Datum: 27. bis 31. August 1972

59 Teilnehmer aus 20 Ländern

### Mannschaft
| Platz | Land | Sportler                                                                   | Gesamt |
| ----- | ---- | -------------------------------------------------------------------------- | ------ |
| 1     | URS  | Pawel Lednjow (5329) Borys Onyschtschenko (5339) Wladimir Schmeljow (5300) | 15.968 |
| 2     | HUN  | Pál Bakó (4907) András Balczó (5395) Zsigmond Villányi (5046)              | 15.348 |
| 3     | FIN  | Risto Hurme (5093) Martti Ketelä (4839) Veikko Salminen (4880)             | 14.812 |
| 4     | USA  | John Fitzgerald (5062) Charles Richards (5061) Scott Taylor (4679)         | 14.802 |
| 5     | SWE  | Björn Ferm (5280) Bo Jansson (4751) Hans-Gunnar Liljenwall (4677)          | 14.708 |
| 6     | FRG  | Walter Esser (4837) Hole Rößler (4682) Heiner Thade (5163)                 | 14.682 |
| 7     | FRA  | Jean-Pierre Giudicelli (4849) Michel Gueguen (5064) Raoul Gueguen (4646)   | 14.559 |
| 8     | POL  | Janusz Pyciak-Peciak (4832) Stanislaw Skwira (4495) Ryszard Wach (4958)    | 14.285 |
| 9     | GBR  | Jeremy Fox (5292) Barry Lillywhite (4538) Robert Phelps (4427)             | 14.257 |
| 10    | ITA  | Nicolo Deligia (4492) Mario Medda (4850) Giovanni Perugini (4571)          | 13.913 |
| 11    | AUT  | Bruno Jerebicnik (4467) Wolfgang Leu (4844) Peter Zobl-Wessely (4554)      | 13.865 |
| 12    | ROM  | Marian Cosmescu (4492) Albert Covacs (4379) Dumitru Spîrlea (4784)         | 13.655 |
| 13    | JPN  | Akira Kubo (4374) Yuso Makihira (4590) Masaru Sakano (4605)                | 13.569 |
| 14    | DEN  | René Heitmann (4172) Klaus Petersen (4499) Jørn Steffensen (4876)          | 13.547 |
| 15    | SUI  | Beat Ganz (4324) Urs Hügi (4639) Hans Müller (4396)                        | 13.359 |
| 16    | BUL  | Welko Bratanow (4321) Angel Pepeliankow (3975) Georgi Stojanow (4661)      | 12.957 |
| 17    | MEX  | Juan José Castilla (4033) Eduardo Olivera (4432) Gilberto Toledano (4436)  | 12.901 |
| 18    | NED  | Jan Bekkenk (4414) Henk Krediet (3799) Rob Vonk (4127)                     | 12.340 |
| 19    | CAN  | Kenneth Maaten (3983) Scott Scheuermann (4062) George Skene (3290)         | 11.335 |

Datum: 27. bis 31. August 1972

57 Teilnehmer aus 19 Ländern, alle Teams in der Wertung